# Marvin Sommer
Marvin Sommer (* 28. November 1991 in Bad Belzig)war ein deutscher Handballspieler.

## Karriere
Marvin Sommer spielte seit 2003 beim 1. VfL Potsdam, für den er in der 3. Liga auflief. Zur Saison 2013/14 wechselte der 1,79 Meter große Linksaußen zum Zweitligisten EHV Aue. Nachdem er aufgrund der Erkrankung mit Pfeiffer-Drüsenfieber die gesamte Rückrunde pausieren musste, war er in der folgenden Saison 2014/15 mit 179 Treffern bester Torschütze des EHV. Im Sommer 2015 schloss sich Sommer dem Bundesligaaufsteiger SC DHfK Leipzig an und blieb bis zum Saisonende 2016/17. Anschließend hielt er sich beim Oberligisten HC Einheit Plauen fit. Mitte August 2017 wurde Sommer vom VfL Gummersbach verpflichtet, der damit auf eine Verletzungsmisere auf Sommers Position Linksaußen reagierte. Nach der Saison 2019/20 wurde sein Vertrag beim VfL nicht verlängert.